# Max Reichel (Physiker)
Max Reichel (* 2. Juli 1921 in Bennisch/Horní Benešov; † 21. April 2011 in Kiel) war ein deutscher Physiker und Bibliothekar.

## Wirken
Max Reichel studierte Physik, Astronomie, Mathematik und Chemie an der Christian-Albrechts-Universität zu Kiel  und promovierte dort, nach 1951 abtgelegtem Staatsexamen, im Jahre 1953 bei dem Astrophysiker Albrecht Unsöld. Im gleichen Jahr trat er als Bibliotheksreferendar an der Universitätsbibliothek Kiel in die Ausbildung für den höheren Bibliotheksdienst ein und legte am Bibliothekar-Lehrinstitut des Landes Nordrhein-Westfalen 1955 die Fachprüfung ab. Bis zum Eintritt in den Ruhestand 1986 war er an der Universitätsbibliothek Kiel als Fachreferent für Exakte Naturwissenschaft und Technik zuständig und stand seit 1976 dieser Bibliothek als stellvertretender Bibliotheksdirektor vor. Frühzeitig beschäftigte er sich dort mit dem Einsatz der EDV vor allem für die Ausleihverbuchung.

## Veröffentlichungen
- Zur Theorie der Spektroheliogramme. In: Zeitschrift für Astrophysik, Bd. 33 (1953), S. 79–114 (Dissertation Universität Kiel).
- Die fortlaufenden astronomischen Veröffentlichungen in ihrer geschichtlichen Entwicklung. Mit einer Gesamtbibliographie (= Arbeiten aus dem Bibliothekar-Lehrinstitut des Landes Nordrhein-Westfalen, Bd. 12). Greven-Verlag, Köln 1957.
- Das Kieler Zeitschriftenverzeichnis. In: Christiana Albertina, Bd. 7 (1969), S. 31–33.
- On-Line Ausleihverbuchung an der Universitätsbibliothek Kiel. In: Informationen der Arbeitsstelle für Bibliothekstechnik bei der Staatsbibliothek Preußischer Kulturbesitz, H. 11 (1972), S. 35–40.
- Elektronische Datenverarbeitung in der Universitätsbibliothek. In: Christiana Albertina, Bd. 15 (1973), S. 80–85.
- Automatisierte Buchausleihe an der Universitätsbibliothek Kiel. In: Otfried Weber (Hrsg.): Bibliothek und Buch in Geschichte und Gegenwart. Festgabe für Friedrich Adolf Schmidt-Künsemüller zum 65. Geburtstag am 30. Dez. 1975. Verlag Dokumentation, München 1975, S. 189–198, ISBN 3-7940-3311-6.
- EDV-Planung in Schleswig-Holstein. In: EDV in Bibliotheken. Einzelvorhaben und Verbund (= DBI-Materialien, Bd. 23). Deutsches Bibliotheksinstitut, Berlin 1983, S. 147–154, ISBN 3-87068-823-8.